# Казе Викарио (Пескара)
Казе Викарио (итал. Case Vicario) је насеље у Италији у округу Пескара, региону Абруцо.
Према процени из 2011. у насељу је живело 25 становника. Насеље се налази на надморској висини од 215 м.